# George Mountbatten, 2. markis af Milford Haven
Captain (oberst) i Royal Navy George Louis Victor Henry Serge Mountbatten, 2. markis af Milford Haven GCVO (født 6. december 1892 i Darmstadt, Storhertugdømmet Hessen, Tyske Kejserrige, død 8. april 1938 i London, England, Storbritannien), kendt som jarl af Medina i 1917–1921 og som prins George af Battenberg i 1892–1917, var en tysk prins, der blev britisk aristokrat. 

## I familie med kongehuset
George Mountbatten var oldesøn af dronning Victoria af Storbritannien, og han var morbror til den britiske prinsgemal Philip Mountbatten, prins af Grækenland og Danmark.
George Mountbatten var lillebror til Alice af Battenberg. I kraft af sit ægteskab blev hun prinsesse af Grækenland og Danmark. I 1922 blev Alice og hendes familie landsforvist fra Grækenland. I første omgang slog Alice og resten af familien sig ned i Saint-Cloud ved Paris. 
Familien gik snart i opløsning, og i 1928 blev den 7-årige Philip Mountbatten, (daværende prins af Grækenland og Danmark), sendt til England, hvor han skiftevis boede hos sin mormor på Kensington Palace i London og hos sin morbror på Lynden Manor nær Windsor Castle i Berkshire.
George Mountbatten blev mentor (værge) for den unge prins Philip. Efter George Mountbattens død i 1938 blev Louis Mountbatten mentor for sin søstersøn.
George Mountbattens søn David Mountbatten delte opvækst og uddannelse med prins Philip. I 1947 var David Mountbatten forlover ved prins Philips bryllup med prinsesse Elizabeth (dronning fra 1952).
George Mountbatten havde en (teoretisk) arveret til den britiske trone. I arvefølgen var han først placeret lige efter sin mor og senere lige efter kejserinde Victoria af Tysklands efterkommere (kejserinde Victoria var dronning Victoria af Storbritanniens ældste datter). I arvefølgen var George Mountbatten først placeret lige før sine søskende og senere lige før sine egne efterkommere.

## Forældre og søskende
George Mountbatten var søn af admiral i Royal Navy, prins Louis af Battenberg og prinsesse Viktoria af Hessen og ved Rhinen.
Han var lillebror til: 
- Alice af Battenberg (1885-1969), gift 1903 med Andreas af Grækenland og fik 5 børn, herunder den britiske prinsgemal prins Philip.
- Louise af Battenberg (1889-1965), svensk dronning fra 1950, gift fra 1923 med Gustav 6. Adolf af Sverige. Louise Mountbatten fik ingen børn, men hun blev stedmor til bl.a. dronning Ingrid af Danmark og stedbedstemor til bl.a. dronning Margrethe 2. af Danmark og kong Carl 16. Gustav af Sverige.

Han var storebror til:
- Louis af Battenberg (1900-1979), gift 1922 med Edwina Cynthia Annette Ashley, forældre til Patricia Knatchbull, 2. grevinde Mountbatten af Burma (1924–2017) og lady Pamela Mountbatten Hicks (født 1929).

## Slægten Milford Haven
George Mountbatten tilhørte Milford Haven-grenen af  Huset Battenberg.
Han er søn af prins Louis af Battenberg (1854–1921), der i 1917 blev den første markis af Milford Haven.
På opfordring af sin senere svigermor gik den dengang 14-årige Louis af Battenberg ind i den britiske flåde i 1868. Han var First Sea Lord i 1912–1914. Kort tid før sin død i 1921 fik han ærestitlen Admiral of the fleet.
Louis af Battenberg var ven med prinsen af Wales (den senere kong Edward 7.).
Louis af Battenberg giftede sig med Viktoria af Hessen og ved Rhinen (1853–1950), der var datterdatter af dronning Victoria af Storbritannien. De fik fire børn:
- Alice af Battenberg (1885–1969), der blev mor til prins Philip, hertug af Edinburgh og svigermor til dronning Elizabeth 2. af Storbritannien.
- Louise Mountbatten (1889–1965), der var Sveriges dronning i 1950–1965.
- George Mountbatten, 2. markis af Milford Haven (1892–1938).
- Louis Mountbatten, 1. jarl Mountbatten af Burma (1900–1979), der grundlagde Mountbatten af Burma-grenen af Huset Battenberg.

## Familie
George Mountbatten var gift med den russisk–tysk–luxemburgske grevinde Nadejda Nada Mikhailovna de Torby (1898–1963). Parret fik to børn:
- lady Tatiana Elizabeth Mountbatten (1917–1988), der døde ugift.
- David Mountbatten, 3. markis af Milford Haven (1919–1970), der fik to sønner.

Grevinde Nadejda de Torby var efterkommer af kejser Nikolaj 1. af Rusland, kong Frederik Vilhelm 3. af Preussen, storhertug Leopold af Baden, kong Gustav 4. Adolf af Sverige, kong Frederik 1. af Württemberg og hertug Vilhelm 1. af Nassau (Nadejdas oldefar).
Da Nadejdas mor (grevinde Sophie) var født i et morganatisk ægteskab, kunne hun ikke blive prinsesse. I stedet udnævnte storhertug Adolf 1. af Luxembourg hende til grevinde Sophie de Torby (1868–1927). Sophies børn blev kendte som greven og grevinderne de Torby.
Storhertug Adolf var farbror til grevinde Sophie, og han havde tidligere været hertug i Nassau. Grevinde Sophie var kusine til Oscar Bernadotte, der i 1892 fik tildelt titlen Greve af Wisborg af sin morbror Adolf 1. af Luxembourg.  

## Titler
- 6. december 1892 – 14. juli 1917: Hans højvelbårenhed (engelsk: His Serene Highness (HSH)) (tysk: Seine Durchlaucht (S.D.)) prins George af Battenberg
- 14. juli – 7. november 1917: Sir George Mountbatten
- 7. november 1917 – 11. september 1921: Jarl af Medina
- 11. september 1921 – 8. april 1938: Den mest ærede Markissen af Milford Haven

## Ordner
Under 1. verdenskrig fik George Mountbatten britiske, italienske og russiske ordner.
I 1916 blev han ridder (Knight Commander eller KCVO) af Den kongelige Victoriaorden. I 1932 fik han tildelt ordenens storkors (Knight Grand Cross eller GCVO).